# Sami Uotila (ski alpin)
Sami Uotila, né le 2 novembre 1976, est un skieur alpin finlandais.

## Coupe du Monde
- Meilleur classement final : 32e en 2002.
- Meilleur résultat : 3e.